# Élection présidentielle hongroise de 2017
L'élection présidentielle hongroise de 2017 (en hongrois : 2017-es magyar elnökválasztás) se tient le 13 mars 2017 à l'occasion de la convocation de l'Assemblée nationale pour l'élection du président de la République de Hongrie, dont les prérogatives sont largement honorifiques et protocolaires. 
D'après la Loi fondamentale, le président de la République de Hongrie est élu pour un mandat de cinq ans renouvelable une seule fois. 
Au mois de février 2017, le président sortant, János Áder, élu en 2012, a été désigné candidat à un second mandat par le Fidesz, parti du Premier ministre Viktor Orbán,. C'est la première fois, depuis 1995, qu'un président sortant sollicite sa réélection, laquelle paraît assurée du fait du soutien de la coalition gouvernementale, largement majoritaire à l'Assemblée, au chef de l'État sortant.
Le jour du scrutin, Áder est effectivement réélu président de la République en obtenant 131 voix sur 170 suffrages exprimés ; son second mandat de cinq ans débute le 8 mai 2017.

## Contexte

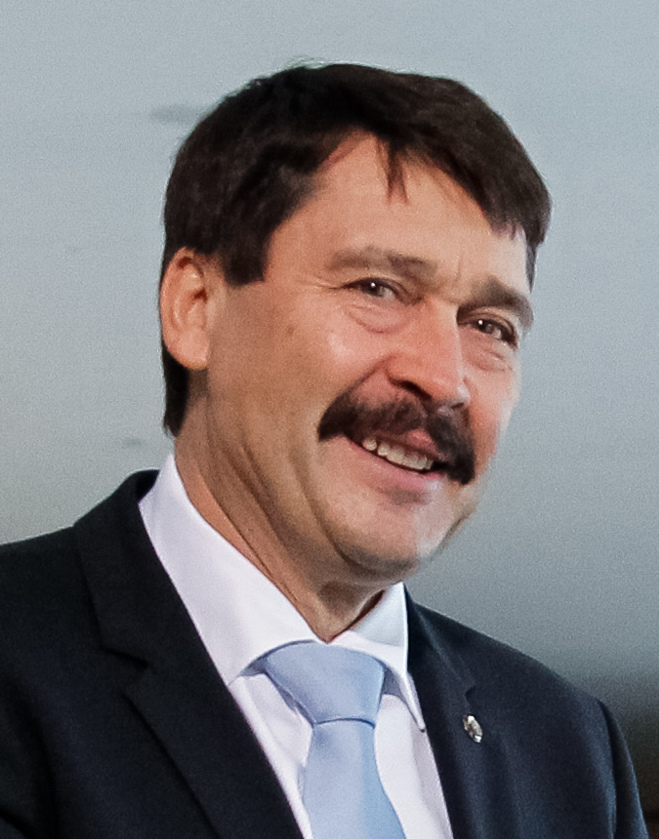
Le président sortant János Áder, élu en 2012.

Le 2 mai 2012, János Áder, ancien président de l'Assemblée nationale et membre fondateur du Fidesz, est élu président de la République de Hongrie par les députés ; ayant recueilli 262 voix sur les 307 grands électeurs ayant pris part au vote, il est investi le 10 mai suivant pour un mandat de cinq ans. Le nouveau chef de l'État hongrois succède à Pál Schmitt, qui a démissionné le 2 avril 2012 après avoir été mis en cause dans une affaire de plagiat.
L'opposition parlementaire, qui avait renoncé à présenter son propre candidat, a dénoncé l'élection d'Áder à la présidence de la République, celui-ci étant un proche du chef du gouvernement, Viktor Orbán ; elle avait déjà critiqué le précédent chef de l'État, Pál Schmitt, surnommé le « stylo à bille de la nation » pour sa propension à promulguer les lois préparées par le gouvernement sans les étudier avec soin pour vérifier leur conformité à la Loi fondamentale.
Les élections législatives du 6 avril 2014 ont confirmé la majorité conservatrice sortante, formée par le Fidesz et le KDNP, au détriment de la coalition d'opposition Unité et du parti d'extrême-droite Jobbik. Avec 133 sièges sur 199, le Fidesz détient une majorité absolue suffisamment large pour faire approuver ses lois, tandis que l'opposition, disparate puisqu'elle s'étend des socialistes à l'extrême-droite, ne détient que 66 sièges. 
D'abord critiqué pour sa proximité supposée avec le gouvernement, le président Áder a fait montre d'une certaine indépendance en s'opposant à celui-ci à plusieurs reprises ; ainsi, au mois de décembre 2012, quelques mois après son élection, le chef de l'État avait refusé d'approuver une nouvelle loi électorale approuvée par la majorité parlementaire mais très contestée par l'opposition qui la jugeait potentiellement « dangereuse »,. Quelques mois plus tard, en mai 2013, un projet gouvernemental dénoncé par des organisations contre la corruption a été bloqué par un veto du chef de l'État, qui semblait vouloir faire montre d'une prise de distance vis-à-vis du Fidesz.
Néanmoins, le président sortant n'a pas empêché le gouvernement de mettre en œuvre une politique très rigide, à l'égard, notamment, des réfugiés : ainsi, János Áder ne s'est-il pas opposé à la convocation d'un référendum portant sur les quotas de migrants a priori imposés par l'Union européenne, au mois d'octobre 2016,, même si ce scrutin consultatif a suscité les réprimandes de l'opposition et la réaction plus ou moins mitigée d'un certain nombre de juristes qui en contestaient la légitimité.
Si l'opposition n'a pas fait montre de confiance envers János Áder tout au long de son quinquennat, le considérant comme une « marionnette » à la solde du Premier ministre, l'opinion publique se montre, pour sa part, globalement favorable à une éventuelle réélection du chef de l'État sortant, qui jouit d'une certaine popularité au même titre que ses prédécesseurs : un sondage réalisé par l'institut Nézőpont à quelques semaines du scrutin indique que 63 % des personnes interrogées se prononcent en faveur de la reconduction du mandat du président sortant, contre 27 % répondant le contraire.

## Système électoral
Le Président de la République de Hongrie est élu pour un mandat de cinq ans — renouvelable une seule fois — au suffrage indirect et secret par un collège électoral composé des 199 membres de l'Assemblée nationale.
Le mode de scrutin utilisé est une forme modifiée du scrutin uninominal majoritaire à deux tours. Pour l'emporter, un candidat doit réunir au premier tour la majorité qualifiée des deux tiers de l'ensemble des membres du collèges, soit 133 voix. À défaut, un second tour est organisé entre les deux candidats arrivés en tête au premier. Est alors élu le candidat qui remporte la majorité absolue des suffrages exprimés.
Pour se présenter, un candidat doit être âgé d'au moins trente cinq ans et recevoir les signatures de parrainage de sa candidature de la part d'au moins un cinquième des membres du collège, soit 40 députés. Chaque député ne peut apporter son soutien qu'a un seul candidat, ce qui réduit à cinq le nombre maximum de candidatures possibles au cours d'une même élection.
L'élection est organisée entre soixante et trente jours avant la fin du mandat du président sortant, ou dans les trente jours en cas de fin de mandat anticipée. La constitution impose au scrutin d'être organisé sur un maximum de deux jours. Le président nouvellement élu prête serment devant l'Assemblée nationale et prend ses fonctions à l'expiration du mandat de cinq ans de son prédécesseur, ou huit jours après son élection si la fin de mandat est anticipée.

### Changements récents
Une réforme électorale, approuvée avant les dernières élections législatives, a rétréci le nombre de députés de 386 à 199 ; c'est la première fois que le collège électoral pour la désignation du président de la République est aussi réduit depuis 1990. 
La majorité gouvernementale, forte de 131 sièges sur 199, constitue 65,8 % du collège électoral ; l'opposition, pour sa part, compose le reste de ce collège, c'est-à-dire 33,6 % des voix, tandis qu'un indépendant (0,5 %) siège parmi les électeurs. 
| Parti politique | Parti politique | Électeurs |
| --------------- | --------------- | --------- |
|                 | Fidesz          | 114       |
|                 | KDNP            | 17        |
| Majorité        | Majorité        | 131       |
|                 | MSzP            | 29        |
|                 | Jobbik          | 24        |
|                 | LMP             | 5         |
|                 | DK              | 4         |
|                 | Együtt          | 3         |
|                 | PM              | 1         |
|                 | MLP             | 1         |
| Opposition      | Opposition      | 67        |
|                 | Indépendant     | 1         |
| Total           | Total           | 199       |

## Campagne
Plusieurs mois avant l'élection, plusieurs noms sont évoqués pour la succession de János Áder à la présidence de la République : parmi eux, celui du ministre des Ressources humaines, Zoltán Balog, du président de l'Assemblée nationale, László Kövér et du physicien et ancien ministre József Pálinkás. Pour sa part, le chef du gouvernement, Viktor Orbán, a déclaré qu'il ne voyait pas l'intérêt, pour lui, de concourir à l'élection présidentielle. 
Au mois de décembre 2016, l'entourage du Premier ministre confie à la presse que le président sortant János Áder devrait probablement être proposé comme candidat par la coalition gouvernementale ; c'est la première fois, depuis 1995 et la réélection d'Árpád Göncz, qu'un président sortant solliciterait un second mandat auprès de l'Assemblée nationale. Le Fidesz et son allié détenant 133 des 199 sièges de l'Assemblée nationale, la réélection du président Áder paraît inéluctable, dès que celui-ci est effectivement désigné candidat par la majorité parlementaire, le 15 février 2017. 
Au mois de janvier 2017, l'opposition de gauche, composée par le MSZP, le PM et la DK, désigne le juriste et universitaire László Majtényi, membre de l'Académie hongroise des sciences, comme candidat à l'élection présidentielle ; sa candidature est soutenue par plusieurs associations de défense des droits civiques.

## Résultats
|                          | János Áder               | Fidesz                   | 131      | 74,86    | 131           | 77,06         |  |  |
|                          | László Majtényi          | Sans                     | 44       | 25,14    | 39            | 22,94         |  |  |
|                          |                          |                          |          |          |               |               |  |  |
| Majorité requise         | Majorité requise         | Majorité requise         | 133 voix | 133 voix | 50 % des voix | 50 % des voix |  |  |
|                          |                          |                          |          |          |               |               |  |  |
| Suffrages exprimés       | Suffrages exprimés       | Suffrages exprimés       | 175      | 100,00   | 170           | 100,00        |  |  |
| Votes blancs et nuls     | Votes blancs et nuls     | Votes blancs et nuls     | 0        | 0,00     | 0             | 0,00          |  |  |
| Total                    | Total                    | Total                    | 175      | 100      | 170           | 100           |  |  |
| Abstentions              | Abstentions              | Abstentions              | 24       | 12,06    | 29            | 14,57         |  |  |
| Inscrits / Participation | Inscrits / Participation | Inscrits / Participation | 199      | 87,94    | 199           | 85,43         |  |  |

## Analyse
Réélu à l'issue du second tour avec 131 voix sur 170 suffrages exprimés, János Áder demeure président de la République pour cinq années supplémentaires ; son premier mandat ayant débuté le 10 mai 2012, c'est le 10 mai 2017 que commencera ce nouveau quinquennat. La réélection d'Áder est, en soi, un fait historique puisque c'est la première fois, depuis la réélection d'Árpád Göncz, qu'un chef d'État hongrois est démocratiquement réélu. À un peu plus d'un an des prochaines élections législatives, c'est une nouvelle victoire pour Viktor Orbán, qui a su imposer sans la moindre difficulté son candidat, comme lors des deux précédents scrutins présidentiels, en 2010 et en 2012. 
L'opposition, de son côté, n'a pas pu imposer son propre candidat, László Majtényi, qui n'a recueilli que 39 voix. Cet échec est essentiellement dû à la composition de l'Assemblée nationale, largement favorable à la cause du Premier ministre et de son allié conservateur.